# Jennifer Charles
 (novembre 2019).
Si vous disposez d'ouvrages ou d'articles de référence ou si vous connaissez des sites web de qualité traitant du thème abordé ici, merci de compléter l'article en donnant les références utiles à sa vérifiabilité et en les liant à la section « Notes et références ».
Jennifer Charles (née le 15 novembre 1968, à Washington D.C.) est une chanteuse et compositrice américaine connue pour son image sensuelle et ses interprétations sensibles de sa voix chaude et veloutée, comme pour ses chansons poétiques. Avec son ami Oren Bloedow, elle a fondé le groupe Elysian Fields.

## Biographie
La mère de Jennifer Charles était chanteuse dans les clubs de Washington, et son père était propriétaire d’une radio spécialisée dans le jazz. Elle étudie le théâtre, et joue dans des pièces d’avant-garde, tout en gardant une passion pour la musique.
Tout en étudiant (elle est diplômée de l’université de New York), elle pratique divers métiers : mannequin, serveuse, chanteuse de jazz.
Elle fonde le groupe Elysian Fields en 1995, avec lequel elle réalise quatre albums. Avec Oren Bloedow, ils participent à de nombreuses compilations, dont le premier titre d’un album de reprises de Serge Gainsbourg par John Zorn. On entend cette chanson, Les Amours perdues, dans le film de Lea Pool Emporte-moi et celui de Philippe Grandrieux Sombre.
Jennifer Charles travaille également sur d’autres projets. Elle enregistre avec Oren Bloedow La Mar Enfortuna, un album de reprises de chansons ladinos parmi les plus accessibles du label Tzadik.
Jennifer Charles a aussi participé au projet Lovage de Dan the Automator, groupe pour lequel elle a coécrit la plus grande partie des titres, et pour lequel elle chante la plupart des chansons, accompagnée de Mike Patton (Faith No More, Tomahawk, Peeping Tom). Elle travaille avec Firewater, donnant une remarquable interprétation de Get Off The Cross, We Need the Wood for the Fire, ainsi que sur différents enregistrements de John Zorn, dont le dernier, Fœtus.
En France (où Elysian Fields a enregistré son troisième album), Jennifer Charles collabore avec Jean-Louis Murat sur l’album A Bird on a Poire, sorti en 2004 : elle y chante toutes les chansons, seule ou en duo.Elle avait déjà eu l'occasion de collaborer avec l'artiste Auvergnat en 1999 sur l'album Mustango ou elle participe à plusieurs morceaux en tant que chanteuse
Elle interprète la chanson Heart Stop sur l'album ''Dusty Rainbow From The Dark'' de Wax Tailor, sorti en 2012. 
Enfin, Jennifer Charles a écrit divers poèmes et nouvelles depuis l’âge de neuf ans. Elle a étudié le chant classique indien avec son professeur Gulamji. Elle parle l’espagnol, aime voyager, jouer aux échecs, et pratique le yoga.